# Richie Zito
Richie Zito (Brooklyn, 21 agosto 1952) è un chitarrista e produttore discografico statunitense, proveniente da Los Angeles.

## Biografia
Richie Zito ha lavorato per White Lion, Poison, Mr. Big, Neil Sedaka, Yvonne Elliman, Eric Carmen, Art Garfunkel, Leo Sayer, Diana Ross, Marc Tanner, Riccardo Cocciante, Elton John, Cher, The Motels, così come The Cult, Eddie Money, Heart, Juliet Simms, Bad English e Prism. Il suo approccio alla produzione è stato definito "panoramico e cosmico" da Doug Stone di AllMusic in riferimento al suo lavoro nell'album Lap of Luxury dei Cheap Trick del 1988.
Zito ha prodotto 38 singoli capaci di entrare nelle classifiche musicale. La sua collaborazione di maggior successo è stata probabilmente quella con Joe Cocker al famoso singolo You Can Leave Your Hat On estratto dalla colonna sonora del film 9 settimane e ½ nel 1986. Zito è stato nominato dalla rivista Billboard come "Produttore dell'anno" nel 1990.
Zito ha inoltre collaborato alla colonna sonora dell'anime giapponese Project A-ko del 1986.

## Lista parziale degli album prodotti
| Anno | Artista       | Album                        |
| ---- | ------------- | ---------------------------- |
| 1983 | Toni Basil    | Toni Basil                   |
| 1986 | Animotion     | Strange Behavior             |
| 1986 | Joe Cocker    | Cocker                       |
| 1986 | Eddie Money   | Can't Hold Back              |
| 1988 | Cheap Trick   | Lap of Luxury                |
| 1989 | Bad English   | Bad English                  |
| 1990 | Cheap Trick   | Busted                       |
| 1990 | Heart         | Brigade                      |
| 1991 | Tyketto       | Don't Come Easy              |
| 1991 | White Lion    | Mane Attraction              |
| 1991 | Cher          | Love Hurts                   |
| 1991 | The Cult      | Ceremony                     |
| 1993 | Poison        | Native Tongue                |
| 1994 | Richie Kotzen | Mother Head's Family Reunion |
| 1999 | Ratt          | Ratt                         |
| 2001 | Mr. Big       | Actual Size                  |